# Festival de la Canción de Eurovisión 1985
El XXX Festival de la Canción de Eurovisión se celebró el 4 de mayo de 1985 en Gotemburgo (Suecia). El Gran Premio fue para el dúo noruego Bobbysocks con el tema "La det swinge", firmado por Rolf Løvland. Se trataba de la primera victoria de Noruega, un país cuya trayectoria en el Festival se había venido caracterizando por sus malos resultados.
El recinto elegido por la televisión pública sueca SVT para acoger el acontecimiento fue el Scandinavium, que, con una capacidad máxima de 14 000 espectadores, era el palacio de deportes más grande del país por aquel entonces. No obstante, dadas las dimensiones del escenario montado para la ocasión, el aforo se vio reducido ostensiblemente. Con todo, el número de espectadores que pudieron presenciar in situ la gala marcó un récord que tardaría más de una década en verse superado. 
La maestra de ceremonias fue Lill Lindfors, artista polifacética y de dilatada experiencia dentro del mundo del espectáculo sueco, que había concursado en la edición de 1966. Desempeñó su labor de un modo relajado y desenfadado, como cuando abrió el espectáculo interpretando "My Joy is Building Bricks of Music", versión inglesa de un tema propio del año 1978, titulado "Musik ska byggas utav glädje". Para este número inicial, Lill contó con la complicidad del saxofonista Hector Bingert, la de los músicos de la orquesta y la del público que llenaba la sala, siendo esta la primera vez en que la persona encargada de conducir el programa interactuó abiertamente con el público. Como dato curioso, cabe mencionar que es la única presentadora de Eurovisión que condujo el programa, en su mayor parte, sentada. Además, desde esa misma posición, junto al puesto del director de orquesta, siguió cada una de las actuaciones. Ya en el tiempo de las votaciones permaneció sentada, aunque en el extremo opuesto, cerca del marcador.
Lill Lindfors es también la protagonista de una de las anécdotas más recordadas de la historia del certamen. Se produjo cuando salió al escenario para dar paso a las votaciones, una vez finalizado el intermedio musical. En ese momento, su falda se enganchó caprichosamente en una de las columnas que formaban el decorado, dejando a Lill en ropa interior de cintura para abajo. Ante la sorpresa general, y después de simular cierto sofoco, se soltó unos pliegues de los hombros que extendieron otro vestido. El publicó comprendió la broma y respondió con risas y aplausos, tras lo cual Lill tomó asiento para recibir los votos del primer jurado exclamando "Sólo quería despertarles un poco". Parece ser que el gag, que no había sido incluido en los ensayos, molestó a algunos directivos de la Unión Europea de Radiodifusión, y por ello se decidió que a partir del año siguiente la gala fuese exactamente igual al último ensayo general para evitar sorpresas de ese tipo. En cualquier caso, la anécdota ha pasado ya a la historia de Eurovisión.
Diecinueve países tomaron parte en una edición en que Israel y Grecia se reincorporaron tras ausentarse el año anterior. En cambio, los Países Bajos y Yugoslavia no enviaron representación por coincidir la fecha del Festival con el día del recuerdo a los caídos en la II Guerra Mundial y conflictos posteriores, en el caso del primero, y con el día en que se recordaba el fallecimiento del Mariscal Tito, en el caso del segundo.
Entre los cantantes más conocidos de esta edición para el público español, además de Paloma San Basilio, que se encontraba en un momento de gran proyección profesional, figuraban el dúo italestadounidense Al Bano & Romina Power y el representante israelí Izhar Cohen, ganador en 1978 con el tema "A-ba-ni-bi". A destacar que trece de los concursantes ya habían participado anteriormente en Eurovisión, entre ellos los ya citados Al Bano & Romina Power, Izhar Cohen y las propias integrantes del dúo Bobbysocks, Hanne Krogh y Elisabeth Andreassen.
Asimismo, entre los concursantes había dos, en particular, que marcaban sendos hitos en la historia del certamen. Por un lado, se encontraba la que posiblemente sea la participante de menor edad que haya pisado un escenario de Eurovisión. Se trata de Lea Bundgaard, que entonces contaba con tan solo nueve años y era hija de Søren Bundgaard, integrante masculino del dúo Hot Eyes, representante de Dinamarca por segundo año consecutivo. Se da la coincidencia de que dos de los temas en concurso, los representantes de Austria y Luxemburgo, trataban la temática de la infancia. 
Por otro lado, se encontraba la representante irlandesa, Maria Christian, primera participante invidente de la que se tiene constancia, si bien en aquel momento este dato no trascendió por expreso deseo de la propia cantante.
Bélgica, que fue el país que quedó en último puesto, había seleccionado originalmente la canción "Vannacht" interpretada por Mireille Capelle, pero disputas sobre la letra hicieron que la televisión estatal en lengua flamenca BRT la cambiara por la canción "Laat me nu gaan".
El Festival fue retransmitido por primera vez vía satélite. Entre las curiosidades de esta edición cabe mencionar también que la primera ganadora del concurso, la cantante suiza Lys Assia, fue presentada por primera vez ante la audiencia del Festival en calidad de invitada de honor, con motivo del trigésimo aniversario del certamen. En otro orden de cosas, las filmaciones que precedían a cada actuación tenían como protagonistas a los autores de la canción y no a los propios artistas, como había sido el caso en aquellas ediciones anteriores en que se habían elaborado filmaciones similares. 
El núcleo del equipo técnico de esta edición estuvo formado por Steen Priwin (dirección y producción ejecutiva), Ingemar Wiberg, Ebbe Börjesson, Jan Johansson, Dick Johansson, Göran Hallberg, Richard Farbotko y Sven Orsman (escenografía) y Curt-Eric Holmquist (dirección musical). Por parte de la UER actuó como supervisor de la organización Frank Naef, quien hizo también las veces de escrutador oficial durante las votaciones.
Este festival marcó un récord entre sus participantes, ya que de los 19 que confirmaron participación, 12 ya habían tenido experiencia, es decir, que este fue el festival con el mayor número de regresos de artistas que participaron en el pasado; un ejemplo de ello es el ganador del Evento de 1978 Izhar Cohen, que en esta ocasión participó como solista.

## Países participantes

### Canciones y selección
| País y TV               | Título original de la canción            | Artista                                                                    | Proceso y fecha de selección             |
| País y TV               | Traducción al español                    | Idiomas                                                                    | Proceso y fecha de selección             |
| ----------------------- | ---------------------------------------- | -------------------------------------------------------------------------- | ---------------------------------------- |
| Alemania Occidental ARD | Für alle                                 | Wind                                                                       | Ein lied für Göteborg 1985, 21-03-1985   |
| Alemania Occidental ARD | Para todos                               | Alemán                                                                     | Ein lied für Göteborg 1985, 21-03-1985   |
| Austria ORF             | Kinder dieser Welt                       | Gary Lux                                                                   | Elección Interna                         |
| Austria ORF             | Niños de este mundo                      | Alemán                                                                     | Elección Interna                         |
| Bélgica BRT             | Laat me nu gaan                          | Linda Lepomme                                                              | Elección Interna                         |
| Bélgica BRT             | Deja que me vaya ahora                   | Neerlandés                                                                 | Elección Interna                         |
| Chipre CyBC             | To katalava arga                         | Lia Vissi                                                                  | Elección Interna, 01-04-1985             |
| Chipre CyBC             | Me di cuenta demasiado tarde             | Griego                                                                     | Elección Interna, 01-04-1985             |
| Dinamarca DR            | Sku' du spørg' fra no'en?                | Hot Eyes                                                                   | Dansk Melodi Grand-Prix 1985, 09-03-1985 |
| Dinamarca DR            | ¿Te gustaría saberlo?                    | Danés                                                                      | Dansk Melodi Grand-Prix 1985, 09-03-1985 |
| España TVE              | La fiesta terminó                        | Paloma San Basilio                                                         | Elección Interna                         |
| España TVE              | -                                        | Español                                                                    | Elección Interna                         |
| Finlandia YLE           | Eläköön elämä                            | Sonja Lumme                                                                | Euroviisut 1985, 16-02-1985              |
| Finlandia YLE           | Viva la vida                             | Finés                                                                      | Euroviisut 1985, 16-02-1985              |
| Francia FT2             | Femme dans ses rêves aussi               | Roger Bens                                                                 | Final Nacional, 31-03-1985               |
| Francia FT2             | Mujer, también en sus sueños             | Francés                                                                    | Final Nacional, 31-03-1985               |
| Grecia ERT              | Miazoume                                 | Takis Biniaris                                                             | Elección Interna                         |
| Grecia ERT              | Nos parecemos                            | Griego                                                                     | Elección Interna                         |
| Irlanda RTÉ             | Wait Until the Weekend Comes             | Maria Christian                                                            | National Song Contest 1985, 27-03-1985   |
| Irlanda RTÉ             | Espera hasta que llegue el fin de semana | Inglés                                                                     | National Song Contest 1985, 27-03-1985   |
| Israel IBA              | Olé, Olé                                 | Izhar Cohen                                                                | Kdam Eurovision 1985, 28-03-1985         |
| Israel IBA              | Sube y sube                              | Hebreo                                                                     | Kdam Eurovision 1985, 28-03-1985         |
| Italia RAI              | Magic Oh Magic                           | Al Bano & Romina Power                                                     | Elección Interna                         |
| Italia RAI              | Magia, ¡oh magia!                        | Italiano                                                                   | Elección Interna                         |
| Luxemburgo CLT          | Children, Kinder, Enfants                | Margo, Franck Olivier, Diane Solomon, Ireen Sheer, Chris & Malcolm Roberts | Elección Interna                         |
| Luxemburgo CLT          | Niños, niños, niños                      | Francés                                                                    | Elección Interna                         |
| Noruega NRK             | La det swinge                            | Bobbysocks                                                                 | Melodi Grand Prix 1985, 30-03-1985       |
| Noruega NRK             | Que haya swing                           | Noruego                                                                    | Melodi Grand Prix 1985, 30-03-1985       |
| Portugal RTP            | Penso em ti, eu sei                      | Adelaide Ferreira                                                          | Festival da Canção 1985, 07-03-1985      |
| Portugal RTP            | Pienso en ti, lo sé                      | Portugués                                                                  | Festival da Canção 1985, 07-03-1985      |
| Reino Unido BBC         | Love Is...                               | Vikki                                                                      | A Song for Europe, 05-04-1985            |
| Reino Unido BBC         | El amor es...                            | Inglés                                                                     | A Song for Europe, 05-04-1985            |
| Suecia SVT              | Bra vibrationer                          | Kikki Danielsson                                                           | Melodifestivalen 1985, 02-03-1985        |
| Suecia SVT              | Buenas vibraciones                       | Sueco                                                                      | Melodifestivalen 1985, 02-03-1985        |
| Suiza SSR SRG           | Piano, piano                             | Mariella Farré & Pino Gasparini                                            | Final Nacional, 23-01-1985               |
| Suiza SSR SRG           | Poco a poco                              | Alemán                                                                     | Final Nacional, 23-01-1985               |
| Turquía TRT             | Didai didai dai                          | MFÖ                                                                        | Final Nacional, 23-02-1985               |
| Turquía TRT             | -                                        | Turco                                                                      | Final Nacional, 23-02-1985               |

## Resultados
| #  | País                | Intérprete(s)                                                              | Canción                        | Lugar | Puntos |
| -- | ------------------- | -------------------------------------------------------------------------- | ------------------------------ | ----- | ------ |
| 01 | Irlanda             | Maria Christian                                                            | «Wait Until the Weekend Comes» | 6     | 91     |
| 02 | Finlandia           | Sonja Lumme                                                                | «Eläköön elämä»                | 9     | 58     |
| 03 | Chipre              | Lia Vissi                                                                  | «To katalava arga»             | 16    | 15     |
| 04 | Dinamarca           | Hot Eyes                                                                   | «Sku' du spørg' fra no'en?»    | 11    | 41     |
| 05 | España              | Paloma San Basilio                                                         | «La fiesta terminó»            | 14    | 36     |
| 06 | Francia             | Roger Bens                                                                 | «Femme dans ses rêves aussi»   | 10    | 56     |
| 07 | Turquía             | MFÖ                                                                        | «Didai didai dai»              | 14    | 36     |
| 08 | Bélgica             | Linda Lepomme                                                              | «Laat me nu gaan»              | 19    | 7      |
| 09 | Portugal            | Adelaide Ferreira                                                          | «Penso em ti, eu sei»          | 18    | 9      |
| 10 | Alemania Occidental | Wind                                                                       | «Für alle»                     | 2     | 105    |
| 11 | Israel              | Izhar Cohen                                                                | «Olé, Olé»                     | 5     | 93     |
| 12 | Italia              | Al Bano & Romina Power                                                     | «Magic Oh Magic»               | 7     | 78     |
| 13 | Noruega             | Bobbysocks                                                                 | «La det swinge»                | 1     | 123    |
| 14 | Reino Unido         | Vikki                                                                      | «Love Is…»                     | 4     | 100    |
| 15 | Suiza               | Mariella Farré & Pino Gasparini                                            | «Piano, piano»                 | 12    | 39     |
| 16 | Suecia              | Kikki Danielsson                                                           | «Bra vibrationer»              | 3     | 103    |
| 17 | Austria             | Gary Lux                                                                   | «Kinder dieser Welt»           | 8     | 60     |
| 18 | Luxemburgo          | Margo, Franck Olivier, Diane Solomon, Ireen Sheer, Chris & Malcolm Roberts | «Children, Kinder, Enfants»    | 13    | 37     |
| 19 | Grecia              | Takis Biniaris                                                             | «Miazoume»                     | 17    | 15     |

## Votaciones

### Sistema de votación
Cada país contaba con un jurado nacional compuesto por once personas de edades comprendidas entre los 16 y los 60 años. Ninguna de ellas podía tener conexión profesional alguna con el mundo de la música, en un intento de reflejar el voto del espectador medio europeo. Cada miembro puntuaba a todas y cada una de las canciones concursantes - excepción hecha de la que representaba a su propio país - con una calificación de entre 1 y 5. El presidente o la presidenta del jurado recopilaba y sumaba las calificaciones otorgadas a cada canción por cada miembro del jurado y, bajo supervisión notarial, ordenaba las diez canciones con mayor número de votos, asignando 12 puntos a la canción más votada, 10 a la segunda, 8 a la tercera, y así sucesivamente hasta 1 punto a la décima con mayor número de votos. De este modo quedaba conformada la votación definitiva que luego la persona con la función de portavoz leía públicamente por vía telefónica durante el tiempo de las votaciones.
Aun cuando el veredicto se basara en la actuación en directo, el reglamento recogía que los jurados debían visionar con antelación el tercer ensayo general de todas las canciones para familiarizarse con los temas en concurso.

### Jurado español
El jurado español, reunido en el estudio A-4 de Torrespaña, fue presentado por Marisa Medina y sus componentes fueron la actriz María Asquerino, el industrial Eloy Román, la maestra María Dolores Ortiz, el estudiante Jesús María Landín, la actriz Adriana Ferrer, el periodista Agustín Trialasos, la profesora universitaria Cristina Peña-Marín, el escritor Francisco Umbral, la diseñadora Ágatha Ruiz de la Prada, el jockey César Alonso y la técnico en Empresas Turísticas Pilar de la Huerta. Actuó como presidente Tomás Zardoya.

### Desarrollo de la votación
El recuento de votos fue muy reñido. Noruega comenzó liderando el marcador, tras lo cual Suecia y después Alemania Federal encabezaron la clasificación, esta última a ratos con amplia ventaja. Tras un turno en que el país anfitrión recuperó momentáneamente el liderazgo, Noruega se impuso en la recta final, obteniendo así la que sería su primera victoria en el certamen.

### Tabla de votos
|                    |                                      | Resultados        |                      |                   |                    |                    |                    |                     |                                |                   |                   |                    |                         |                  |                   |                    |                       |                   |    |    |
| Bandera de Irlanda | Bandera de Finlandia                 | Bandera de Chipre | Bandera de Dinamarca | Bandera de España | Bandera de Francia | Bandera de Turquía | Bandera de Bélgica | Bandera de Portugal | Bandera de Alemania Occidental | Bandera de Israel | Bandera de Italia | Bandera de Noruega | Bandera del Reino Unido | Bandera de Suiza | Bandera de Suecia | Bandera de Austria | Bandera de Luxemburgo | Bandera de Grecia |    |    |
| Participantes      | Irlanda                              |                   | 1                    | 7                 | 3                  | 4                  | 3                  | 5                   | 8                              | 8                 | 4                 | 8                  | 12                      | 3                | 3                 | 5                  | 7                     | 10                | 0  | 0  |
| Participantes      | Finlandia                            | 6                 |                      | 6                 | 0                  | 6                  | 0                  | 3                   | 0                              | 0                 | 0                 | 1                  | 7                       | 0                | 7                 | 2                  | 10                    | 0                 | 0  | 10 |
| Participantes      | Chipre                               | 1                 | 0                    |                   | 0                  | 0                  | 0                  | 0                   | 0                              | 0                 | 0                 | 0                  | 3                       | 0                | 0                 | 3                  | 0                     | 0                 | 0  | 8  |
| Participantes      | Dinamarca                            | 0                 | 0                    | 3                 |                    | 0                  | 10                 | 0                   | 3                              | 1                 | 6                 | 0                  | 2                       | 6                | 0                 | 0                  | 5                     | 5                 | 0  | 0  |
| Participantes      | España                               | 2                 | 8                    | 1                 | 0                  |                    | 0                  | 12                  | 0                              | 2                 | 0                 | 0                  | 0                       | 0                | 4                 | 0                  | 0                     | 0                 | 1  | 6  |
| Participantes      | Francia                              | 0                 | 5                    | 4                 | 0                  | 0                  |                    | 1                   | 0                              | 3                 | 0                 | 3                  | 10                      | 0                | 2                 | 4                  | 6                     | 3                 | 3  | 12 |
| Participantes      | Turquía                              | 7                 | 2                    | 0                 | 0                  | 3                  | 0                  |                     | 1                              | 0                 | 2                 | 0                  | 0                       | 1                | 8                 | 12                 | 0                     | 0                 | 0  | 0  |
| Participantes      | Bélgica                              | 0                 | 0                    | 0                 | 0                  | 0                  | 0                  | 7                   |                                | 0                 | 0                 | 0                  | 0                       | 0                | 0                 | 0                  | 0                     | 0                 | 0  | 0  |
| Participantes      | Portugal                             | 0                 | 0                    | 0                 | 0                  | 0                  | 0                  | 2                   | 0                              |                   | 0                 | 0                  | 0                       | 0                | 0                 | 0                  | 0                     | 0                 | 0  | 7  |
| Participantes      | Alemania occidental                  | 4                 | 10                   | 12                | 10                 | 10                 | 8                  | 0                   | 10                             | 7                 |                   | 7                  | 0                       | 8                | 1                 | 0                  | 8                     | 0                 | 10 | 0  |
| Participantes      | Israel                               | 8                 | 0                    | 5                 | 4                  | 8                  | 12                 | 0                   | 0                              | 5                 | 7                 |                    | 5                       | 10               | 5                 | 7                  | 2                     | 7                 | 6  | 2  |
| Participantes      | Italia                               | 0                 | 6                    | 10                | 1                  | 12                 | 5                  | 8                   | 2                              | 12                | 0                 | 4                  |                         | 0                | 0                 | 0                  | 0                     | 6                 | 12 | 0  |
| Participantes      | Noruega                              | 12                | 4                    | 0                 | 12                 | 1                  | 2                  | 0                   | 12                             | 0                 | 12                | 12                 | 6                       |                  | 12                | 6                  | 12                    | 12                | 7  | 1  |
| Participantes      | Reino Unido                          | 5                 | 7                    | 0                 | 5                  | 5                  | 6                  | 10                  | 6                              | 6                 | 5                 | 2                  | 8                       | 7                |                   | 10                 | 4                     | 2                 | 8  | 4  |
| Participantes      | Suiza                                | 0                 | 3                    | 2                 | 6                  | 0                  | 0                  | 6                   | 5                              | 4                 | 1                 | 0                  | 0                       | 5                | 0                 |                    | 1                     | 1                 | 2  | 3  |
| Participantes      | Suecia                               | 10                | 12                   | 0                 | 8                  | 2                  | 7                  | 4                   | 7                              | 0                 | 8                 | 6                  | 4                       | 12               | 6                 | 8                  |                       | 4                 | 5  | 0  |
| Participantes      | Austria                              | 3                 | 0                    | 0                 | 7                  | 0                  | 1                  | 0                   | 4                              | 0                 | 10                | 10                 | 0                       | 2                | 10                | 1                  | 3                     |                   | 4  | 5  |
| Participantes      | Luxemburgo                           | 0                 | 0                    | 0                 | 2                  | 0                  | 4                  | 0                   | 0                              | 10                | 3                 | 5                  | 1                       | 4                | 0                 | 0                  | 0                     | 8                 |    | 0  |
| Participantes      | Grecia                               | 0                 | 0                    | 8                 | 0                  | 7                  | 0                  | 0                   | 0                              | 0                 | 0                 | 0                  | 0                       | 0                | 0                 | 0                  | 0                     | 0                 | 0  |    |
| Participantes      | LA TABLA ESTÁ ORDENADA POR APARICIÓN |                   |                      |                   |                    |                    |                    |                     |                                |                   |                   |                    |                         |                  |                   |                    |                       |                   |    |    |

### Máximas puntuaciones
Tras la votación los países que recibieron 12 puntos (máxima puntuación que podía otorgar el jurado) fueron:
| N.º | A                   | De                                                                                     |
| --- | ------------------- | -------------------------------------------------------------------------------------- |
| 8   | Noruega             | Irlanda, Dinamarca, Bélgica, Alemania Occidental, Israel, Reino Unido, Suecia, Austria |
| 3   | Italia              | España, Portugal, Luxemburgo                                                           |
| 2   | Suecia              | Noruega, Finlandia                                                                     |
| 1   | Alemania Occidental | Chipre                                                                                 |
| 1   | España              | Turquía                                                                                |
| 1   | Francia             | Grecia                                                                                 |
| 1   | Irlanda             | Italia                                                                                 |
| 1   | Israel              | Francia                                                                                |
| 1   | Turquía             | Suiza                                                                                  |

## Canciones de Eurovisión en TVE
Siguiendo el reglamento de la UER de la época, las distintas televisiones participantes debían emitir los videoclips de las canciones en concurso con anterioridad a la celebración del certamen. A diferencia de en años anteriores, en esta ocasión TVE no programó la emisión de las canciones de Eurovisión para un día y una hora en concreto, sino que fue insertando los videoclips en la parrilla de la Primera Cadena, en la mayoría de casos sin previo aviso, tal y como entonces se acostumbraba a hacer con los videoclips musicales en general, es decir, a modo de reajuste de la programación. Cabe señalar que tres de los videoclips fueron emitidos el mismo día de la celebración del Festival, siendo este el único año del que se tiene constancia en que esto ocurriera. He aquí la relación de los días y la franja horaria en que los distintos temas fueron presentados:
| lunes, 22 de abril (sobremesa)     | Irlanda, Finlandia y Chipre                  |
| sábado, 27 de abril (sobremesa)    | Dinamarca                                    |
| domingo, 28 de abril (media tarde) | España, Francia, Turquía, Bélgica y Portugal |
| lunes, 29 de abril (media tarde)   | Alemania Federal, Israel y Noruega           |
| jueves, 2 de mayo (media tarde)    | Reino Unido, Suiza y Suecia                  |
| viernes, 3 de mayo (tarde)         | Austria                                      |
| sábado, 4 de mayo (mediodía)       | Luxemburgo, Grecia e Italia                  |

Por su parte, el tema representante de TVE fue presentado a la audiencia sobre las 15.30h del lunes 1 de abril, como colofón a la primera edición del Telediario. Siguiendo la costumbre, a partir de ese momento hasta el día de celebración del Festival, el vídeoclip de la representación española fue apareciendo con frecuencia y a distintas horas en la Primera y en la Segunda Cadena.